# Graphium putredinis
Graphium putredinis är en lavart som först beskrevs av August Karl Joseph Corda, och fick sitt nu gällande namn av S. Hughes 1958. Enligt Catalogue of Life ingår Graphium putredinis i släktet Graphium,  och familjen Microascaceae, men enligt Dyntaxa är tillhörigheten istället släktet Graphium,  och familjen Microascaceae. Arten är reproducerande i Sverige. Inga underarter finns listade i Catalogue of Life.